# Fiac
Fiac är en kommun i departementet Tarn i regionen Occitanien i södra Frankrike. Kommunen ligger i kantonen Saint-Paul-Cap-de-Joux som tillhör arrondissementet Castres. År 2022 hade Fiac 927 invånare.

## Befolkningsutveckling
Antalet invånare i kommunen Fiac
| Referens: INSEE |